# 草地稜之
草地 稜之（くさち りょうの、1998年6月17日 - ）は、日本の俳優。パフォーマンスユニット『ENJIN』のメンバー。吉本興業所属。東京都出身。
ENJINでは「RYONO」として活動している。

## 人物
明治学院大学経済学部経済学科卒業。
所属グループ内では、ビジュアル担当とされている。また、低音ボイスが特徴である。
趣味は妄想癖、映画鑑賞、体を動かすこと。特技は福山雅治のモノマネ、マジック、バスケットボール。

## 略歴
2018年に「MR CIRCLE CONTEST 2017-2018」「ミスター明治学院大学2018」、2019年に「Mr. of Mr. CAMPUS CONTEST 2019」の3つのコンテストでグランプリを受賞。大学生ミスターコンテストで三冠を達成する。
2019年9月-12月『PRODUCE 101 JAPAN』に101名に選ばれ練習生として出演する。
2020年5月、Showtitleに所属することが発表され、同年6月より『円神プロジェクト』への参加が決定する。
2020年8月、円神のメンバー中本大賀とともに「未解決の女警視庁文書捜査官」第3話に出演。初のドラマ出演を果たす。
2020年12月、円神として『Debut Stage「nonagon(ノナゴン）～始まりの音～」』に出演（東京・大阪、全11公演）
2021年1月よりドラマ「その女、ジルバ」に出演。自身初のドラマレギュラー出演となる。
2024年1月よりENJINでの活動名義を「RYONO」とした。

## 出演

### ドラマ
- 未解決の女警視庁文書捜査官 第3話（2020年8月20日、テレビ朝日）[5]
- あのコの夢を見たんです。最終話（2020年12月18日、テレビ東京） - 健一 役[6]
- その女、ジルバ（2021年1月9日 - 3月13日、東海テレビ） - JUZO 役[7][8]
- 江戸モアゼル～令和で恋、いたしんす。～最終話（2021年3月11日、読売テレビ）
- 絶対BLになる世界vs絶対BLになりたくない男（2021年3月27日、CSテレ朝）- 滝本 役[9]
- お耳に合いましたら。（2021年7月8日 - 10月1日、テレビ東京）- 大地涼 役[10][11]
- オリバーな犬、 (Gosh!!) このヤロウ（2021年9月17日 - 10月1日、NHK）[12]
- 異世界居酒屋「のぶ」Season 2 〜魔女と大司教編〜（2022年5月27日 - 7月29日、WOWOWプライム） - イグナーツ 役[13]
  - 異世界居酒屋「のぶ」Season3 〜皇帝とオイリアの王女編〜（2023年1月13日 - 3月17日、WOWOWプライム）[14]
- 僕たちは恋をしない（2022年10月20日、smash.）  - 主演・森緒羽風 役
- ときめき爆弾（2024年12月2日〈予定〉、テレビ愛知） - 丸野岳斗 役[15]

### 舞台
- 円神Debut Stage「nonagon(ノナゴン）～始まりの音～」（2020年12月、東京 / 大阪）- ロッベン 役[16]
- 円神プロデュース公演Vol.1 幕末バトルサークル（2021年5月、東京 / 大阪）- 佐々木愛次郎 役[17]
- 碧い湖に住むニーナ（2021年11月11日 - 14日、日暮里d-倉庫）[18]
- 朗読劇「星の王子さま」（2022年3月5日 - 6日、六行会ホール）- 主演・ぼく 役※上演期間は2022年3月3日 - 6日で、3月5日は16:30からの公演のみ出演[19]。※公演関係者の新型コロナウイルスの陽性反応が確認されたため中止[20]
- 戦国送球〜バトルボールズ〜第二次真田合戦（2022年4月6日 - 10日、シアター1010）- 徳川大輔（徳川秀忠） 役[21][22]
- 悪魔的コント城（2022年5月8日、よしもと幕張イオンモール劇場） - ストーリーテラー 役[23]
- 朗読劇「星の王子さま」（2022年9月6日 - 9月11日、六行会ホール）- 主演・ぼく 役[24]
- ドラマチック・ハイスクール（2022年10月7日 - 16日、品川プリンスホテル クラブeX）- 笠松楓 役[25]
- 円神Second Stage「nonagon〜2つの歌〜」（2022年12月1日-4日、CBGKシブゲキ!!） - コウ 役、ネクロマンサー・ヴァイオレット・ローレンス司祭 役[26]
- ミュージカル『テニスの王子様』4thシーズン - 忍足侑士 役
  - 青学vs氷帝（2023年1月7日 - 3月5日、TACHIKAWA STAGE GARDEN 他）[27]
  - 青学vs六角（2023年7月15日 - 9月3日、TACHIKAWA STAGE GARDEN 他）[28]
  - 青学vs氷帝（2025年7月6日 - 8月31日〈予定〉、Kanadevia Hall 他）[29]
- 舞台『おそ松さん on STAGE』- おそ松（F6） 役[30]
  - 舞台『おそ松さん on STAGE 〜SIX MEN'S SHOW TIME〜 2nd SEASON』（2023年11月23日 - 27日、シアター1010 / 11月30日 - 12月3日、AiiA 2.5 Theater Kobe）[31]
  - 舞台『おそ松さん on STAGE～SIX MEN'S SHOW TIME～2nd SEASON 2』（2026年夏公演予定 [32]
- 桃源暗鬼 - 矢颪碇 役
  - 舞台『桃源暗鬼』（2024年2月17日 - 25日、天王洲 銀河劇場 / 2月29日 - 3月3日、梅田芸術劇場 シアター・ドラマシティ）[33]
  - 舞台『桃源暗鬼』-練馬編-（2025年1月4日 - 19日、天王洲銀河劇場）[34]
- ミュージカル『暁のヨナ』（2024年7月20日 - 28日、シアターH） - ハク 役（Wキャスト）[35]
- 舞台『ブルーロック』 - 糸師凛 役
  - 舞台『ブルーロック』3rd STAGE（2024年8月9日 - 12日、東大阪市文化創造館 Dream House 大ホール / 8月17日 - 25日、シアターH）[36]
  - 舞台『ブルーロック』4th STAGE（2025年5月15日 - 25日、THEATER MILANO-Za / 5月30日 - 6月1日、東大阪市文化創造館 Dream House 大ホール）[37]
  - 舞台『ブルーロック -EPISODE 凪-』（2025年11月20日 - 30日〈予定〉、東京ドームシティ シアターGロッソ）[38]
- 舞台『お梅は呪いたい』（2026年2月6日 - 15日〈予定〉、飛行船シアター / 2月18日・19日〈予定〉、西文化小劇場）[39]

### その他
- PRODUCE 101 JAPAN（2019年）- 最終順位51位

## ディスコグラフィ

### 参加楽曲

#### PRODUCE 101 JAPAN
- 「ツカメ〜It's Coming〜」- 番組テーマ曲。（2019年9月3日『ツカメ〜It's Coming〜』に収録）